# Delfina (Vorname)
Delfina ist ein weiblicher Vorname.

## Herkunft und Bedeutung
Wie auch die Namensvarianten Delphine und Delphyne handelt es sich um einen geographischen Namen mit der ursprünglichen Bedeutung „aus Delphi stammend“.
Beliebt ist dieser Name besonders im spanischsprachigen Raum.

## Namensträgerinnen
- Delfina Bunge de Gálvez (1881–1952), argentinische Schriftstellerin und Dichterin
- Delfina Chaves (* 1996), argentinische Schauspielerin
- Delfina Fátima da Costa Simões, osttimoresische Politikerin
- Alma Delfina Martínez Ortega (* 1960), mexikanische Schauspielerin
- Delfina Merino (* 1989), argentinische Hockeyspielerin
- Delfina Potocka (1807–1877), polnische Adelige und Muse